# 음향측심기

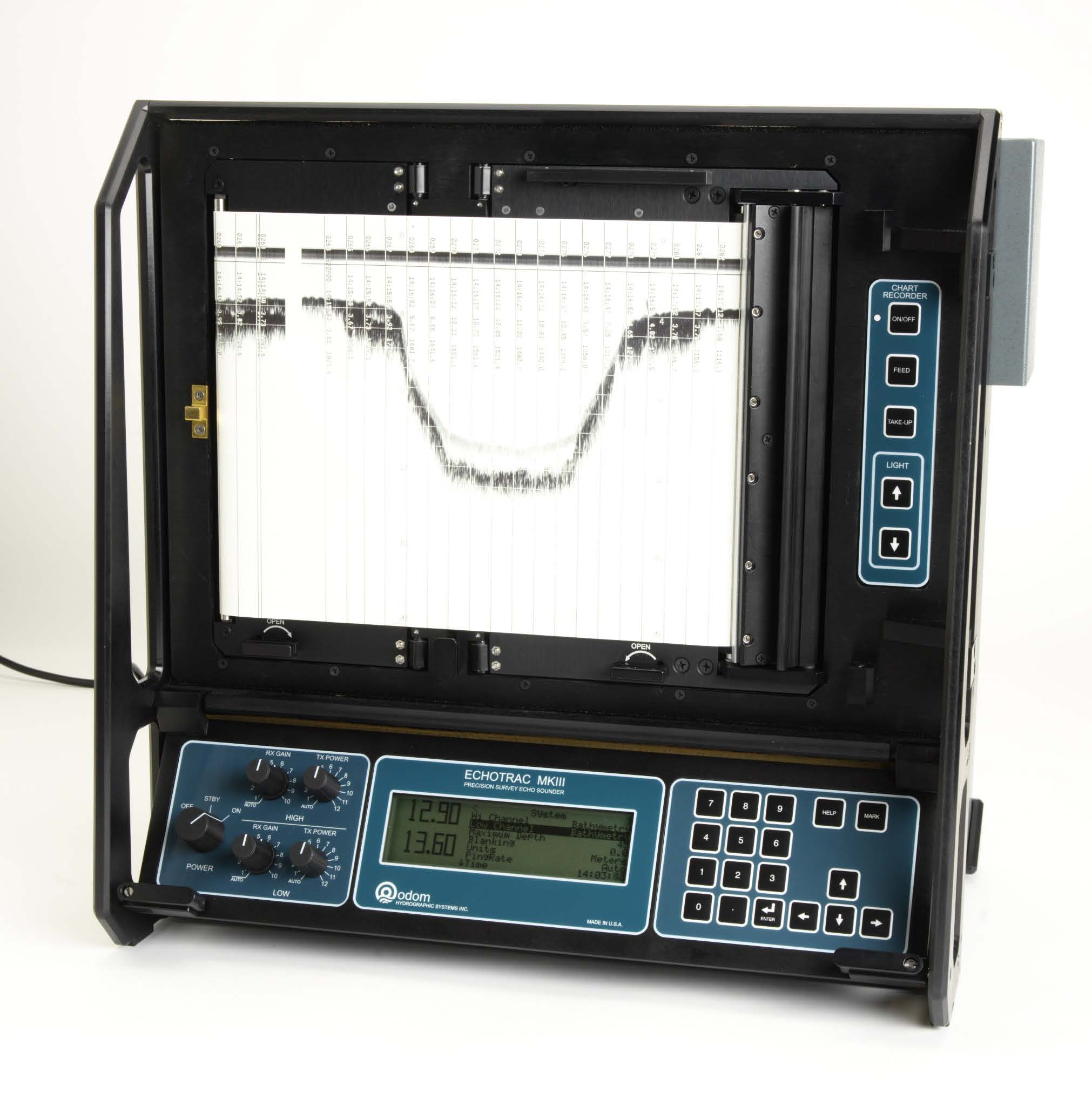
Odom Mk3 음향측심기

음향측심기(音響測深器, sounding machine, echo sounder, fathometer) 및 음파측심기(音波測深器)는 산메아리처럼 선저(船底)에서 소리를 내어 그것이 해저에 부딪쳐서 되돌아오는 시간을 재어서 바다의 깊이를 재는 기계이다. 측심이란 목적 외에 어군탐지,어뢰탐지 및 속력측정 등 다른 목적으로도 이용될 때 음파탐지기(SONAR)라고 한다. 1922년 프랑스의 폴 랑주뱅(Paul Langevin)이 처음으로 음향측심기를 개발하였고, 1935년 영국의 캘빈휴즈(Kelvin Hughes)회사가 기록지(紙) 위에 자동적으로 깊이의 곡선이 그려지도록 개발하였다. 그러나 1초간에 1,500m 정도의 바닷속을 전달하는 소리의 속도는 해수 밀도에 따라 다르기 때문에, 심해의 정밀한 측정은 상당히 어려운 일이다.

## 같이 보기
- 음파탐지기